# Курьеваниха
Курьеваниха — опустевшая деревня в Удомельском городском округе Тверской области.

## География
Деревня находится в северной части Тверской области на расстоянии приблизительно 27 км на запад-северо-запад по прямой от железнодорожного вокзала города Удомля.

## История
Впервые упоминается в 1545 году. В 1859 году принадлежала помещикам Мельницким и Кладо. Дворов (хозяйств) было учтено 16 (1859), 25(1886), 21 (1911), 12 (1958), 1 (1986), 1 (1999). В советский период истории работали колхозы «Прожектор», «Вперед» и им. Дзержинского. До 2015 года входила в состав Мстинского сельского поселения до упразднения последнего. С 2015 года в составе Удомельского городского округа. К 2020 году опустела.

## Население
Численность населения: 90 человек (1859 год), 130 (1886), 107(1911), 43 (1958), 1(1986), 1 (1999), 0 как в 2002 году, так и в 2010.